# Carlos Ozores
Carlos Ozores Typaldos (Ciudad de Panamá, 7 de agosto de 1940 - 11 de marzo de 2016) fue un político y diplomático panameño. Fungió como dos veces Vicepresidente de Panamá durante unos meses en 1984 y 1989.
Sus padres fueron el escritor Renato Ozores y Rita Irene Typaldos Duque. Después de graduarse en Derecho, obtuvo un doctorado en Leyes Internacionales en Italia. Regresó a Panamá en 1969 y al año siguiente comenzó su carrera diplomática como vicecanciller y luego como ministro de relaciones exteriores.
Fue uno de los negociadores de los Tratados Torrijos-Carter, firmados el 7 de septiembre de 1977 y que garantizaba a Panamá el control del Canal de Panamá a partir de 1999.
En 1981 firmó junto con su contraparte de Colombia Diego Uribe Vargas el Tratado de Montería, que dio a Colombia derechos sobre el canal. Fue nombrado embajador ante las Naciones Unidas desde 1981 hasta 1983, y en noviembre de 1982 fue nombrado Presidente del Consejo de Seguridad de las Naciones Unidas.
Brevemente, fue nombrado ministro de gobierno y luego primer vicepresidente de Panamá en 1984. Posteriormente, volvió a la carrera diplomática como embajador de Panamá en España, Canadá y luego de un período breve de inactividad, en Colombia. En 1989, en las postrimerías de la dictadura militar nuevamente asumió el cargo de vicepresidente.
Fue secretario del Partido Revolucionario Democrático (PRD) y subdirector del periódico La Estrella de Panamá en la década de 1980.